# Tour des Flandres B
Ne doit pas être confondu avec Tour des Flandres ou Tour des Flandres des indépendants.
Le Tour des Flandres B (en néerlandais : Ronde van Vlaanderen B) est une ancienne course cycliste belge disputée de 1956 à 1965 dans diverses provinces de Flandre, mais essentiellement en Flandre orientale.
Elle était consacrée aux cyclistes ne pouvant pas se produire au Tour des Flandres principal.

## Palmarès
| Année | Vainqueur        | Deuxième            | Troisième       |
| ----- | ---------------- | ------------------- | --------------- |
| 1956  | Georges Decraeye | Willy Geers         | Joseph Plas     |
| 1957  | Albert Donker    | Leopold Schaeken    | Alibert Delorge |
| 1958  | Willy Gramser    | Lodewijk Maes       | Pierre Machiels |
| 1959  | Jo de Roo        | René Mertens        | Willy Butzen    |
| 1960  | Jozef Mariën     | Jan Storms          | Gabriel Borra   |
| 1961  | José Thumas      | Jean-Baptiste Claes | Joseph Bosmans  |
| 1962  | Clément Roman    | Piet van Est        | Willy Butzen    |
| 1963  | Guillaume Demaer | Leon Sebregts       | Joseph Bosmans  |
| 1964  | Frans Verbeeck   | Willy Van Driessche | Roger Baguet    |
| 1965  | August Verhaegen | Karl-Heinz Kunde    | Joseph Mathy    |

## Liens interne et externe
- Liste des anciennes courses cyclistes
- Tour des Flandres B sur firstcycling.com